# Mercato del Born
Il Mercato del Born era un antico mercato rionale di Barcellona, collocato nell'area storica de El Born, nel quartiere di Sant Pere, Santa Caterina i la Ribera vicino alla Basilica di Santa Maria del Mar e alla stazione di Francia, e attualmente utilizzato come centro culturale. Fu progettato da Josep Fontserè i Mestre nel 1873 e realizzato con la collaborazione dell'ingegnere Josep Cornet i Mas tra il 1874 il 1876, per poi esser inaugurato il 28 giugno 1876 dal sindaco Manuel Girona. Attualmente è un centro culturale (Borne Centro de Cultura y Memoria), che ospita vari resti archeologici ed elementi esposti.

## Storia

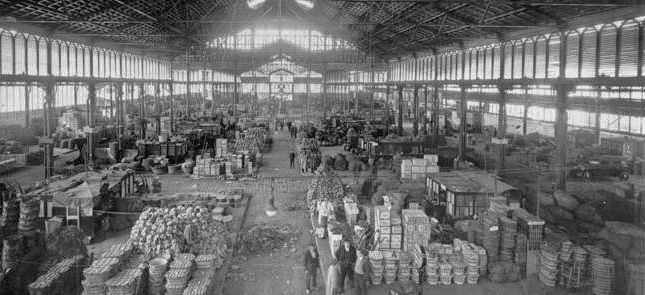
Il mercato del Born, utilizzato come mercato all'ingrosso di frutta e verdura (1930).

Il mercato del Born, come la maggior parte dei mercati rionali, nacque con l'intento di riunire in un unico edificio le attività commerciali che fino ad allora si svolgevano lungo le vie e le piazze pubbliche. L'area scelta era quella che occupava la spianata della Cittadella militare barcellonese demolita nel 1869 e sulla quale Josep Fontserè i Mestre realizzò, oltre al mercato, il Parco della Cittadella ed un complesso di case.
Il progetto risale al 1873, anno in cui il progettista presenta la planimetria generale a pianta regolare, caratterizzata dalla presenza di vie interne rettilinee ed una struttura in ghisa e acciaio che ricopre gli 8.000 m² di superficie edificabile. Nel 1874, invece, è apportata una prima modifica al progetto con l'inserimento del ciborio centrale cupolato completamente vetrato che permette di incrementare la luminosità interna. A livello architettonico, l'edificio si configura come il primo mercato in ferro e vetro della città ispiratosi al progetto di Victor Baltard per Les Halles di Parigi.

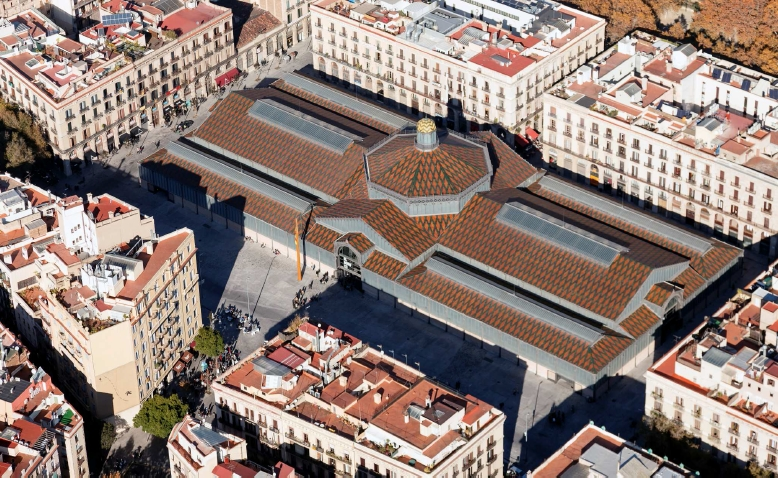
Vista aerea dell'edificio

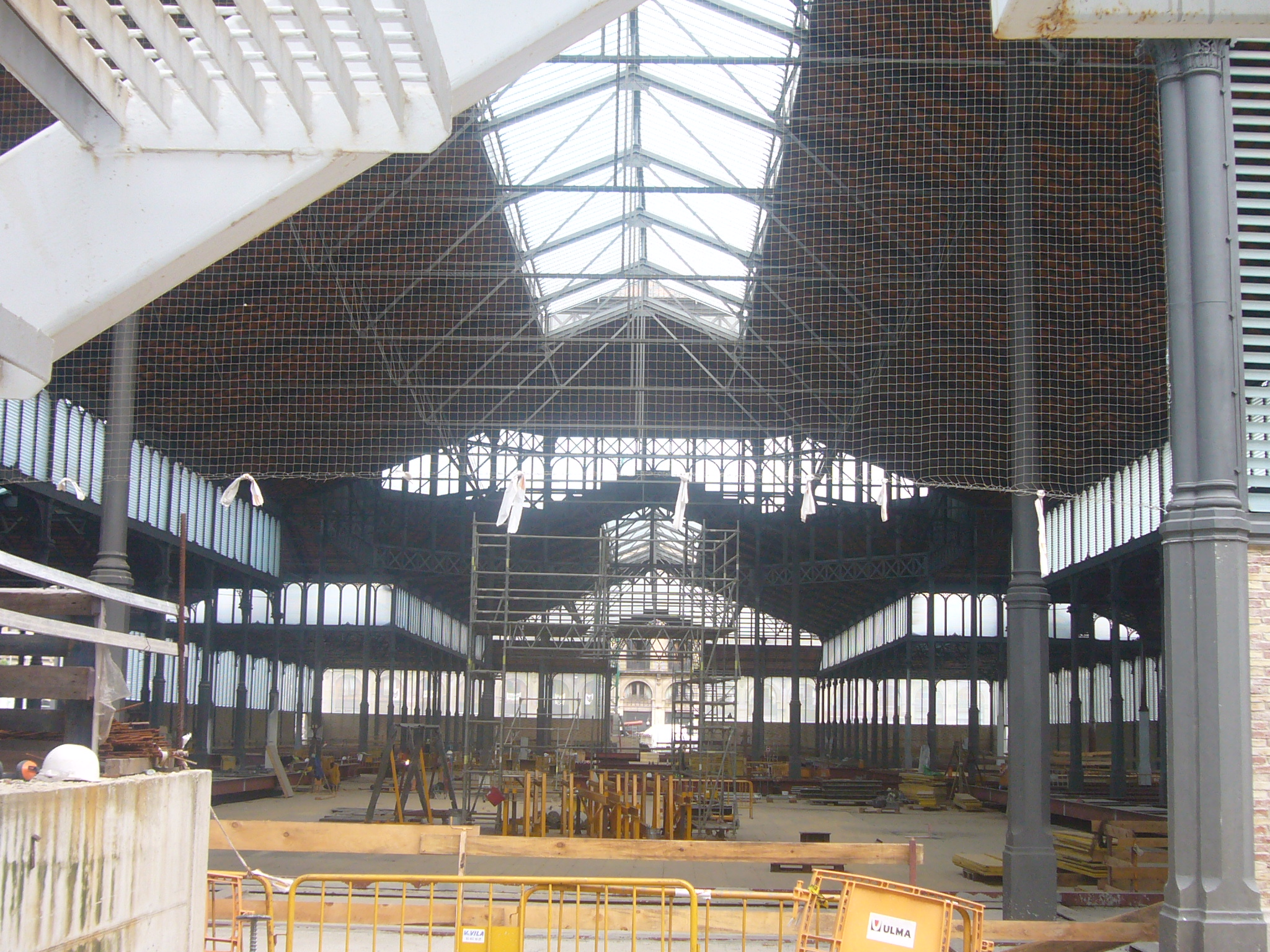
Opere di rifunzionalizzazione nel Born

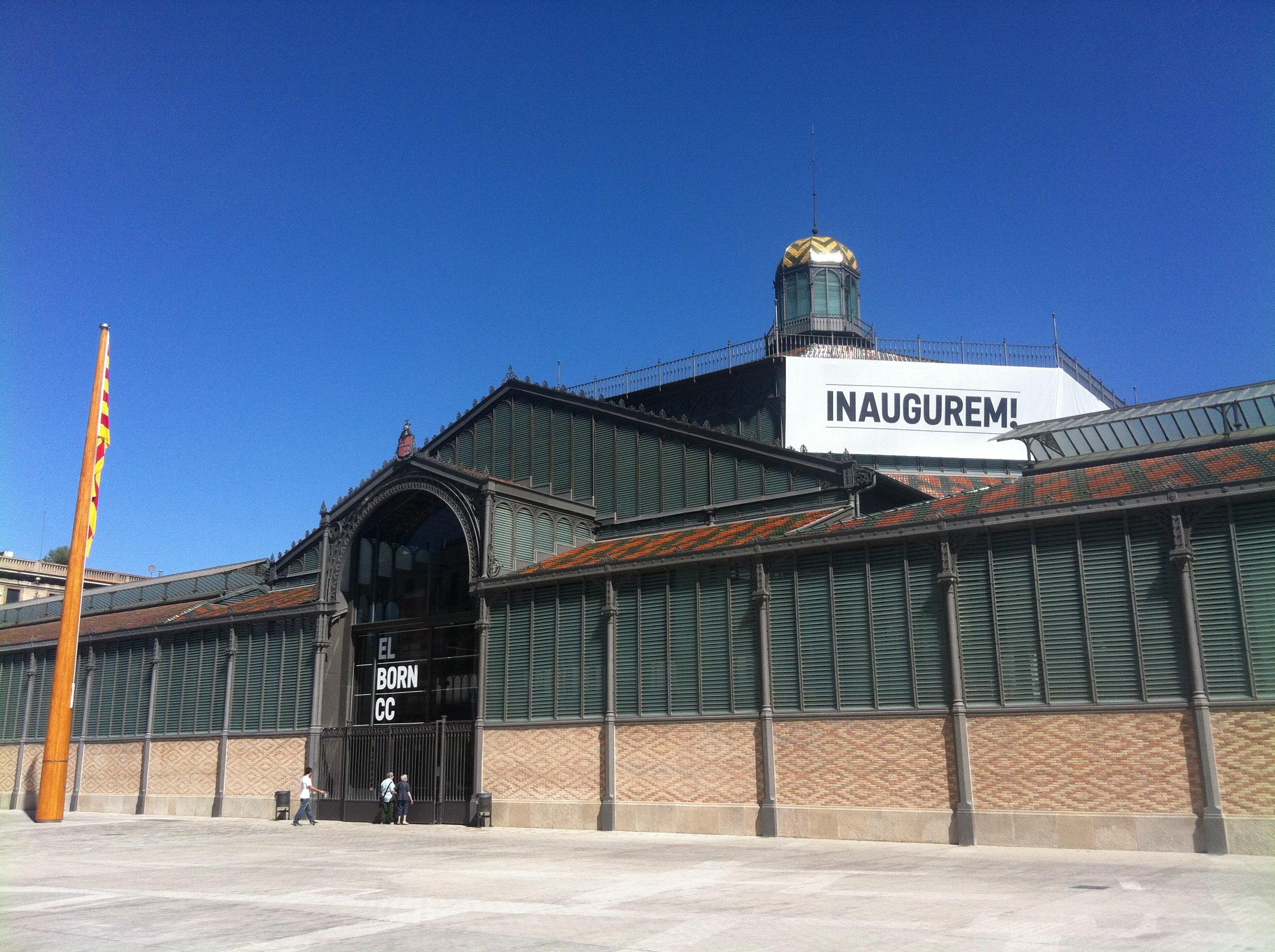
Il Centro Culturale del Born pronto per essere inaugurato

Terminato ed inaugurato nel giugno del 1876, il mercato del Born non è competitivo come sperato e la percentuale di venditori che lo occupa è nettamente inferiore a quella dei mercati di Santa Caterina e de La Boquería. Per questa ragione, negli anni '20 del Novecento, l'amministrazione comunale pubblica un'ordinanza in cui individua il Born come il nuovo mercato cittadino all'ingrosso di frutta e verdura. La scelta, è dettata dalle monumentali dimensioni dell'edificio e dalla sua prossimità alle stazioni di Barcellona-Francia e Barcellona-Nord. Il mercato del Born rimane in attività fino al 1971, anno in cui la municipalità inaugura il Mercabarna.

### Rifunzionalizzazione
Dopo la chiusura del mercato, le associazioni di quartiere e le istituzioni si mobilitarono per la sua conservazione, organizzando eventi ludico-culturali al suo interno, mentre nel 1977 iniziarono le operazioni di restauro affidate all'architetto Pere Espinosa e al geometra Carlos Magrazo. Queste, prevedevano la pulitura e sostituzione degli elementi strutturali e decorativi, la rimozione delle superfetazioni novecentesche, la ritinteggiatura della facciata e la collocazione di tegole color ocra e rosso sulla copertura. Terminato il restauro, l'edificio rimase privo di una funzione specifica e diverse esposizioni ed attività culturali vennero realizzate al suo interno, finché intorno agli anni '90, la ditta francese Fnac e l'Universitat Pompeu Fabra proposero rispettivamente di riconvertire il mercato in una libreria o in una sede distaccata dell'Istituto.
Entrambe le soluzioni non vennero attuate e nel 1998 fu indetto un concorso pubblico per trasformare l'ex mercato in una biblioteca. Iniziate le escavazioni del sottosuolo, riemersero i resti delle antiche case del quartiere de La Ribera, distrutte dall'attacco alla città da parte di Filippo V di Spagna del 1714 e sulle cui rovine sorse poi La Ciutadella. Associazioni di quartiere ed istituzioni si mobilitarono per la conservazione dei reperti e la loro integrazione nel progetto bibliotecario, ma nell'ottobre del 2002, il progetto fu definitivamente abbandonato, data l'incompatibilità riscontrata tra la funzione bibliotecaria e i resti archeologici. La valenza storico-documentale del giacimento è tale che la municipalità decise di conservarlo e rendere il Born un centro culturale cittadino dedicato alla loro contemplazione. I lavori intrapresi nel 2006 terminarono nel settembre 2013, mese in cui fu inaugurato in concomitanza con il giorno della Diada e delle commemorazioni per il Tricentenario dell'assedio alla città da parte delle truppe borboniche, avvenuto l'11 settembre 1714.

### Attualità
L'11 settembre 2013, nel giorno della commemorazione del terzo centenario dell'assedio di Barcellona del 1714, l'ex mercato rionale viene ufficialmente inaugurato come "Born Centre Cultural", un centro espositivo barcellonese, incentrato sulla promozione dei reperti archeologici settecenteschi riemersi, sulla divulgazione degli avvenimenti correlati all'assedio della città di Barcellona del 1714 e sulla diffusione dello sviluppo storico dell'edificio mercatale che lo ospita. L'insieme copre una superficie di 8.000 m² e si ridistribuisce su due livelli. Il primo, ipogeo, accoglie il giacimento reso completamente visitabile, mentre il secondo, alberga l'esposizione permanente "Barcelona 1700. De les pedres a les persones", le mostre temporanee, il bar e la libreria.
Questo progetto di rifunzionalizzazione e musealizzazione, firmato dagli architetti Enric Sòria e Rafael de Càceres, ha vinto il "Premio Ciudad de Barcelona" 2013, nella categoria "Arquitectura i Urbanisme".

## Edificio

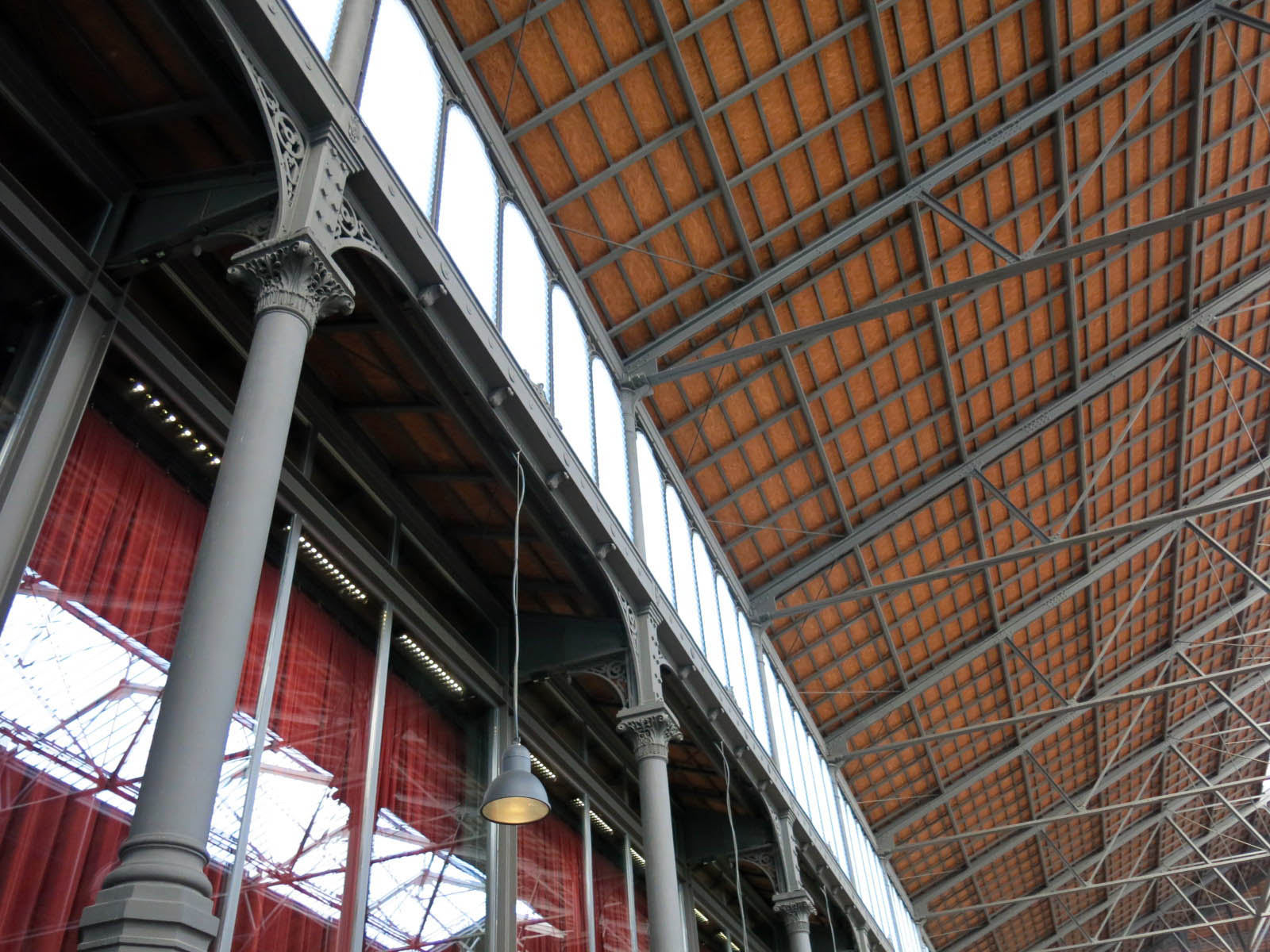
La struttura portante della copertura in acciaio e ghisa

È collocato in direzione nord-sud, presenta una pianta regolare di 58,30 x 138,30 m e si caratterizza per la presenza di due navate perpendicolari interne (a dimensione variabile) e quattro di più ridotte dimensioni, che si incontrano al disotto di un ciborio ottagonale con lanterna. In corrispondenza delle navate, si trovano i quattro portali d'ingresso principali, mentre i laterali sono collocati a distanza costante lungo il perimetro dell'edificio. La struttura formata da pilastri in ghisa e capriate metalliche tipo "Polonceau" raggiunge circa 15 m d'altezza nelle navate principali e i 30 m in corrispondenza del ciborio.
I prospetti presentano un tamponamento murario in mattoni e cordolo lapideo, su cui poggia un sistema di aperture orientabili atte a regolare l'ingresso dell'aria e della luce all'interno del manufatto. L'insieme si completa con una copertura a falde in tegole colorate e lucernari vitrei.

## Giacimento archeologico

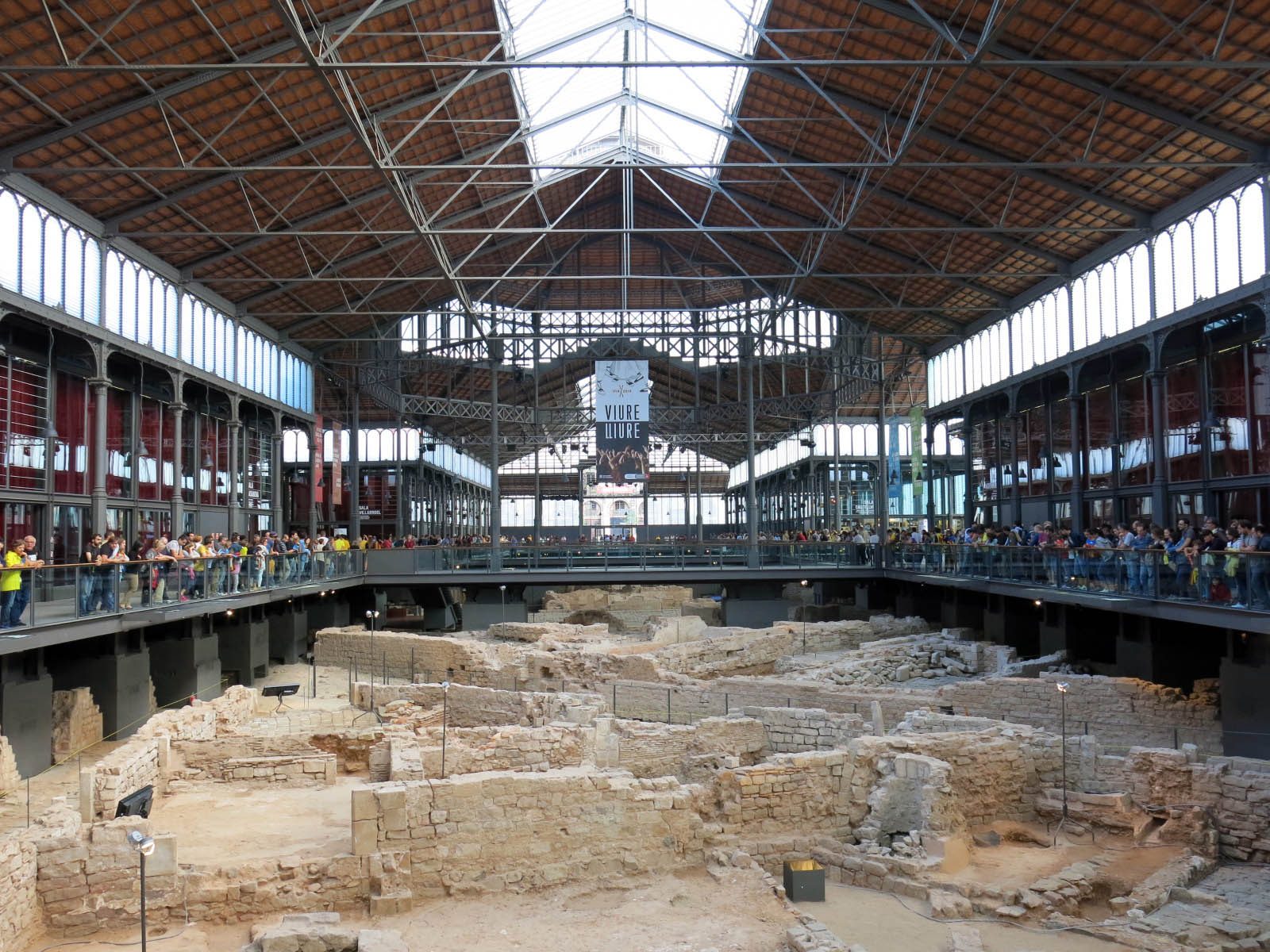
Il giacimento archeologico del Born

Nel marzo 2001, durante gli scavi di fondazione per creare una biblioteca pubblica all'interno del mercato, riemerge parte del settecentesco quartiere Ribera demolito dalle truppe borboniche. Terminata la Guerra di successione spagnola, il controllo della città di Barcellona passa a Filippo V di Borbone che impone i Decreti di Nueva Planta e la costruzione di una Cittadella militare. L'area scelta è una parte del quartiere del Born, situata ad est e limitrofa alle mura di cinta. Le operazioni iniziano nel 1716 e sono portate avanti dagli stessi cittadini, obbligati a demolire personalmente le loro case. Nel complesso la superficie distrutta risulta essere pari al 13% dell'allora città di Barcellona.

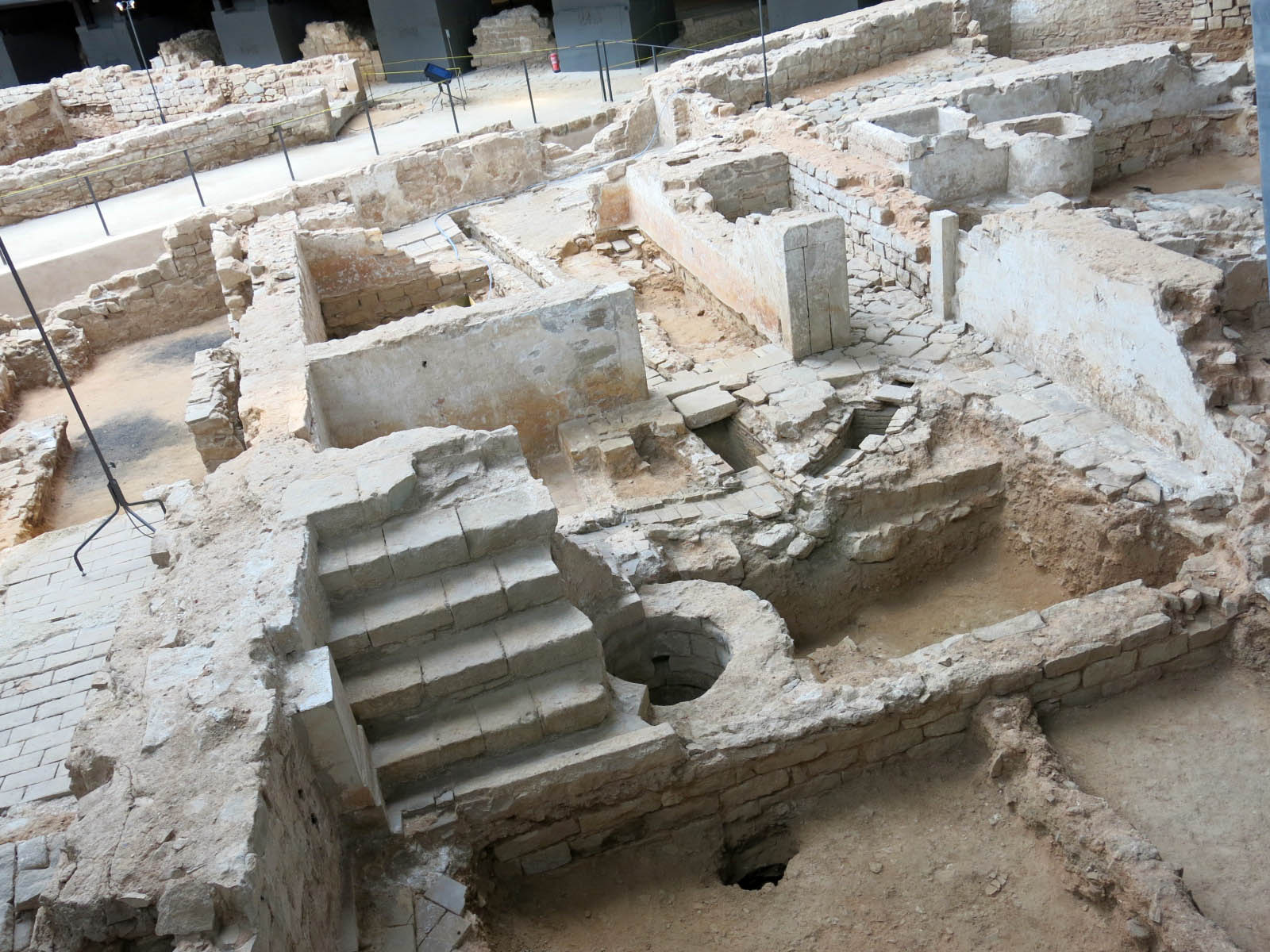
Dettaglio dei reperti archeologici riemersi

Il giacimento ritrovato nel mercato del Born, equivale al 3% dell'insieme demolito e si compone di 11 isolati, 9 tronchi stradali, 53 abitazioni e una porzione del fiume Comtal. In questo tratto urbano di 8.000 m², trovano posto civili abitazioni, botteghe, taverne, ma anche case signorili e consolari. La valenza storico-documentaria dei ritrovamenti, è altresì confermata da atti che attestano come l'ultimo attacco alla città da parte dell'armata francese sia avvenuto tra le vie ritrovate, in cui fu ferito il generale Antoni de Villarroel i Peláez.